# Шварц, Александр Львович
Алекса́ндр Льво́вич Шварц (19 февраля 1945, Москва — 8 января 2020, Москва[уточнить]) — советский и российский художник, график; музыкант. Автор обложки концептуального альбома Давида Тухманова «По волне моей памяти» (1976).

## Биография
Александр Шварц родился 19 февраля 1945 года в семье композитора Льва Шварца и художницы Надежды Снежко-Блоцкой; племянник режиссёра-мультипликатора Александры Снежко-Блоцкой. В доме родителей бывали Сергей Прокофьев, Михаил Светлов, Александр Вертинский со своей семьёй, Марк Донской, Исаак Дунаевский, Поль Робсон.
В десятилетнем возрасте начал учиться рисованию и живописи в мастерской Веры Тарасовой, в доме которой также пользовался большой библиотекой с книгами по русскому искусству и литературе, включая малодоступные в то время издания русского футуризма и конструктивизма.
В семнадцатилетнем возрасте после смерти в 1962 году отца начал работать рабочим сцены и поступил на художественно-постановочный факультет Школы-студии МХАТ, который окончил в 1969 году. Получил распределение на работу в Киностудию имени М. Горького и работал там до 1971 года. После этого стал свободным художником и с 1972 года участвовал в известных в то время выставках художников-нонконформистов в полуподвальном выставочном зале Московского объединённого комитета художников-графиков на Малой Грузинской улице, 28. В год смерти отца начал также заниматься джазом как музыкант-любитель; сильное влияние на него оказала протестная молодёжная контркультура 1960—1970-х годов.
В 1976 году создал обложку концептуального альбома Давида Тухманова «По волне моей памяти».
Отстранённость от модных течений в искусстве способствовала тому, что Шварц начал работать иконописцем в Подарочном фонде Московской патриархии и увлёкся изучением перспективы и цветотехники старых русских мастеров. Побывав в 1980 году на Дальнем Востоке и Курильских островах, Шварц занялся живописной техникой и философией Востока, но при этом был не чужд экспериментам с инсталляциями, коллажами и другими изобразительными средствами.
С 1975 года картины Шварца начали покупать за рубежом, а с 1985 года он начал выставляться за рубежом постоянно. В Москве также постоянно участвовал в выставках, показывал перформансы, в которых выступал не только как художник, но и как автор музыки и исполнитель. В середине 1990-х годов участвовал в организации музыкального клуба «Бункер».
С 1993 года начал работать в двух- и трёхмерной компьютерной графике.
Умер 8 января 2020 года в Москве[уточнить].

## Обложка альбома «По волне моей памяти»
В 1976 году Александр Шварц создал обложку концептуального альбома Давида Тухманова «По волне моей памяти». Тухманов приглашал его к себе домой, играл на рояле мелодии, а уже у себя дома Шварц отрисовывал идеи, на которые его вдохновляла эта музыка. На первом варианте обложки не было полосатого фона, и пером были нарисованы фрагменты современной цивилизации: Кремль, космос, ракеты и пр. Эта обложка, по воспоминаниям Шварца, была квалифицирована худсоветом как «не соответствующая идеалам социалистического реализма» и отклонена.
Во втором варианте обложки, идя за стремлением Тухманова к совершенству в музыке, Шварц, по его словам, «решил отразить совершенство человеческого духа». Получилась большая композиция из примерно 20 фигур, которые почти все были «вырезаны» худсоветом — остались лишь крупные фигуры мудреца, статуи Афины и мотоциклиста; в таком виде обложка была утверждена. «Но и эта обложка живёт уже 40 лет — конечно, прежде всего благодаря музыке», — говорил Александр Шварц в 2016 году.
Один из образов обложки, мотоциклист, был найден Шварцем за несколько лет до тухмановской обложки — когда он начал писать свой автопортрет:
Вдруг мне пришло в голову, что в моих зрачках должны как отражение ехать вот эти гоночные мотоциклы. Я их нарисовал. А потом, когда я работал над пластинкой, я вдруг понял, что стремительное движение времени и цивилизации — этот мотоцикл, который издалека надвигается; это то, что мне нужно.

## Участие в творческих и общественных организациях
- Член Объединённого комитета графиков (с 1972)[1]
- Член Международной федерации художников ЮНЕСКО (с 1992)[1]

## Награды и премии
- 1995 — картина «Они ждут» премирована Мэрией Москвы и итальянской фирмой «Маймери»[1]
- 1996 — Первая премия на выставке «Фантазия» в номинации «Графика в компьютерных играх»[1]

## Выставки

### Персональные выставки
- 2002 — Российский фонд культуры (персональная выставка совместно с концертом Александра Шварца). Картина Шварца «Стейнвей» была приобретена в коллекцию Московского музея современного искусства[1].

## Участие в документальных фильмах
- Михалёв, Алексей. На своей волне: Документальный фильм. Россия-24 (1 января 2017). Дата обращения: 16 января 2017. (видео)